# Catherine Bode
Catherine Bode (* 11. August 1974 in Mannheim) ist eine deutsche Schauspielerin, Produzentin und Casterin. Einem breiten Publikum ist sie aus der Telenovela Rote Rosen und der Fernsehreihe Daheim in den Bergen bekannt.

## Leben und Karriere
Catherine Bode wuchs in der Nähe von Heidelberg als Tochter einer Französin und eines Norddeutschen auf. Von 1997 bis 2001 absolvierte sie ihr Schauspielstudium an der Folkwangschule in Essen.
Nach einigen Auftritten in Kurzfilmen und Fernsehfilmen wie in Sebastian Kutzlis Alles Zombies, Peter Patzaks Der Mörder in dir, Harald Opels Nicht auszuschließen, dass er tot ist und Kabel Kains Sterne sowie Serienauftritten in St. Angela und Alphateam wandte sie dem Schauspiel zunächst den Rücken zu und begann in Berlin in einer international tätigen Filmproduktionsfirma zu arbeiten. Die folgenden drei Jahre sammelte sie Erfahrungen im Bereich Filmproduktion und nahm im Anschluss daran 2004 am Atelier Ludwigsburg-Paris teil, einem einjährigen Aufbaustudium für internationale Koproduktion an der Filmakademie Baden-Württemberg und der französischen Filmhochschule La Fémis in Paris.
Seit 2004 ist Bode vermehrt wieder als Schauspielerin tätig und spielte seitdem u. a. in Kurz- und Hochschulfilmen, Fernsehserien und verschiedenen Fernsehfilmen mit. Im Fernsehen war sie unter anderem 2005 in Die Frau gegenüber und in Auszeit sowie 2006 neben Ulrich Pleitgen in Ulrich Königs Komödie Hilfe, meine Tochter heiratet zu sehen. Von 2006 bis 2007 spielte sie in einer Hauptrolle in der Sat.1-Serie R. I. S. – Die Sprache der Toten. 2008 begann sie, neben dem Realisieren von eigenen Dokumentarfilmen und dem Produzieren von Debütfilmen, in Suse Marquardt Besetzungsbüro zusätzlich als Casterin zu arbeiten. Zu den von ihr betreuten Projekten gehören Die Frau des Polizisten von Philip Gröning und Wir waren Könige von Philipp Leinemann.
Von 2009 bis 2010 stand sie für rund 60 Episoden der Telenovela Rote Rosen als Ina Herzog vor der Kamera. 2011 war sie in dem Fernsehfilm Bloch: Der Heiland die Filmtochter von Matthias Habich. Neben Habich spielte sie auch in der Folge Abschied von Hannah der ARD-Melodram-Reihe Liebe am Fjord. 2014 agierte sie in dem ZDF-Herzkinofilm Ein Sommer in Island in der Hauptrolle der Jette. 2016 übernahm sie in Böse Wetter – Das Geheimnis der Vergangenheit, dem letzten Film mit Götz George, die weibliche Hauptrolle der Kathrin Renneberg. Von 2018 bis 2024 war Bode in der zwölfteiligen ARD-Fernsehreihe Daheim in den Bergen an der Seite von Theresa Scholze und Thomas Unger in der Rolle der an Multiple Sklerose erkrankten Bäuerin Marie Huber, eine unabhängige, eigensinnige und schroffe Frau, die sich einem Patriarchat nicht unterordnet, zu sehen.
Catherine Bode ist verheiratet und hat vier Kinder: einen Sohn (* 2004), eine Tochter (* 2013) und Zwillinge (* 2016). Sie lebt mit ihrer Familie in Berlin-Prenzlauer Berg.

## Filmografie

### Als Schauspielerin (Auswahl)
- 1999: Der Mörder in dir (Fernsehfilm)
- 2005: Die Frau gegenüber (Fernsehfilm)
- 2005: Auszeit (Fernsehfilm)
- 2006: Hilfe, meine Tochter heiratet (Fernsehfilm)
- 2007: R. I. S. – Die Sprache der Toten (Fernsehserie, 11 Folgen)
- 2008: Um Himmels Willen (Fernsehserie, Folge Schwere Geburt)
- 2008: SOKO Wismar (Fernsehserie, Folge Frau Neumann)
- 2008, 2014, 2019, 2024: In aller Freundschaft (Fernsehserie, verschiedene Rollen, 5 Folgen)
- 2009–2010: Rote Rosen (Fernsehserie, 58 Folgen)
- 2009: Der Kriminalist (Fernsehserie, Folge Das Geständnis)
- 2009, 2020: SOKO Köln (Fernsehserie, verschiedene Rollen, 2 Folgen)
- 2010: LYS
- 2010: Tatort: Der Schrei
- 2010: Bloch: Der Heiland
- 2010, 2014: SOKO Leipzig (Fernsehserie, verschiedene Rollen, 2 Folgen)
- 2011, 2023: SOKO Stuttgart (Fernsehserie, Folge Arme Schlucker, Miss Langfinger)
- 2011: Das dunkle Nest (Fernsehfilm)
- 2011: Es ist nicht vorbei (Fernsehfilm)
- 2012: Der Bergdoktor (Fernsehserie, 2 Folgen)
- 2012, 2019: Großstadtrevier (Fernsehserie, verschiedene Rollen, 2 Folgen)
- 2012: Ein Fall für Zwei (Fernsehserie, Folge Tödliche Gier)
- 2012: Liebe am Fjord – Abschied von Hannah
- 2012: Der Cop und der Snob (Fernsehserie, Folge Adel vernichtet)
- 2012: Löwenzahn (Fernsehserie, Folge Schwein – Die superschlaue Mini-Sau)
- 2014: Ein Sommer in Island
- 2014: Das Lächeln der Frauen
- 2015: Vertraue mir
- 2015: Tod auf der Insel
- 2015, 2020: In aller Freundschaft – Die jungen Ärzte (Fernsehserie, verschiedene Rollen, 2 Folgen)
- 2016: Katie Fforde – Hexensommer (Fernsehfilm)
- 2016: Letzte Spur Berlin (Fernsehserie, Folge Verfolgt)
- 2016: Böse Wetter – Das Geheimnis der Vergangenheit
- 2018: Katie Fforde – Zimmer mit Meerblick (Fernsehfilm)
- 2018: SOKO Potsdam (Fernsehserie, Folge Falsches Spiel)
- 2018–2024: Daheim in den Bergen (Fernsehreihe, 12 Folgen)
  - 2018: Schuld und Vergebung
  - 2018: Liebesreigen
  - 2019: Schwesternliebe
  - 2019: Liebesleid
  - 2020: Väter
  - 2020: Auf neuen Wegen
  - 2021: Brüder
  - 2021: Die Bienenkönigin
  - 2023: Die Zweitgeborenen
  - 2023: Alte Pfade – Neue Wege
  - 2024: Wunsch und Wirklichkeit
  - 2024: Schulter an Schulter
- 2020: Tatort: Das fleißige Lieschen
- 2020: Die Kanzlei (Fernsehserie, Folge Wieder vereint)
- 2020: Die Chefin (Fernsehserie, Folge Kaltblütig)
- 2021: SOKO Hamburg (Fernsehserie, Folge Tödliches Erbe)
- 2022: Morden im Norden (Fernsehserie, Folge Blitzerkrieg)
- 2023: Jenseits der Spree (Fernsehserie, Folge Einsam sterben)
- 2024: Mordsschwestern – Verbrechen ist Familiensache (Fernsehserie, Folge Das Chamäleon)

### Weitere Filmografie (Auswahl)
- 2007: Weihnachten 1914 (Produktion)
- 2008: Für die Dauer einer Welle (Regie und Produktion)
- 2008: Hör ich auf getreu zu sein (Dramaturgie)
- 2011: Der Fluss war einst ein Mensch (Executive Producer)
- 2011: SUCHE/SEARCH (Producer)
- 2012: Die Frau des Polizisten (Casting Director)
- 2012: Wir waren Könige (Casting Director)